# Kyōta Funahashi
Kyōta Funahashi (japanisch 舩橋 京汰 Funahashi Kyōta; * 31. Juli 2005 in der Präfektur Mie) ist ein japanischer Fußballspieler.

## Karriere

### Verein
Kyōta Funahashi erlernte das Fußballspielen in den Jugendmannschaft des TSV 1973 Yokkaichi und Júbilo Iwata. Seinen ersten Vertrag unterschrieb er am 1. Februar 2024 beim Ehime FC. Der Verein aus Matsuyama, einer Stadt in der Präfektur Ehime, spielt in der zweiten Liga, der J2 League. Sein Zweitligadebüt gab Funahashi am 10. März 2024 (3. Spieltag) im Heimspiel gegen Roasso Kumamoto. Bei der 2:3-Heimniederlage wurde er in der 85. Minute für Shunsuke Tanimoto eingewechselt. In seiner ersten Spielzeit bestritt er 13 Ligaspiele.

### Nationalmannschaft
Kyota Funahashi spielte 2023 zweimal in der japanischen U18-Nationaolmannschaft.